# Љубо Грковић
Љубо Грковић (Гацко, 1959) српски је књижевник, научник, путописац, новинар и дипломата. Аутор је пет научних књига и стручних радова из различитих области, углавном масовних медија и комуникација, политикологије, социологије, филозофије и економије. Објавио је три књиге белетристике и већи број путописа, репортажа, кратких прича, есеја и других књижевних и новинских радова.

## Биографија
Љубо Грковић је рођен 1959. године у Гацку. Докторирао је на Факултету за политичке науке у Брчком, а магистрирао на Економском факултету у Источном Сарајеву. Своју радну каријеру започео је као новинар у дневном листу „Ослобођење“ у Сарајеву, од 1984. до 1992. године, а истовремено је био дописник и сарадник више домаћих и страних листова, магазина, стручних часописа и новинских агенција. Дипломатску и државну службу започео као Шеф кабинета Предсједника Републике Српске 1990. године, а наставио као Шеф Представништва Министарство иностраних послова Републике Српске за Аустралију и Нови Зеланд, од 1994. до 1999. године. Истовремено је обављао и послове дописника Српске Новинске Агенције „Срна“ из Сиднеја. У Аустралији је основао осим дипломатског Представништва Републике Српске и Хуманитарни институт Републике Српске, те је учествовао у оснивању и раду националних спортских друштава, као и штампаних и електронских медија на српском језику. Поред књижевне, новинарске, научне и стручне дјелатности учествовао је у оснивању и раду многих националних институција Срба у БиХ, од краја осамдесетих година прошлог вијека. Један је од оснивача и обновитеља Српског културно-просвјетног друштва „Просвјета“ у Сарајеву, 1990. године (тренутно је предсједник "Просвјете" у Источном Сарајеву). У краткотрајном дјеловању на јавној сцени Босне и Херцеговине и бивше Југославије, од почетка деведесетих година прошлог вијека, заступао је српске националне интересе и учествовао у обнављању српских националних институција, али је превасходно истицао преданост истини и праведном односу међу народима и појединцима. Због таквих ставова био је често критикован и нападан од стране домаће, али и свјетске (западне) штампе и појединаца. Његова научна и књижевна дјела изузетно су добро примјена од стручне јавности и читалаштва тако да се може рећи да је Љубо Грковић један од најзначајнијих научних радника и публициста српског народа с краја 20. и почетка 21. вијека.

## Књижевни рад
Објавио је три књиге белетристике и велики број путописа, репортажа, тематских анализа и разних новинских радова. Најзначајнији књижевни радови су: „Индија-путовање кроз калеидоскоп“, „Књига ратних прича“ и књига путописа и репортажа „Слави с ону страну мора“. Грковић је оставио многе забиљешке о свим крајевима свијета, посебно Азији. Његов књижевни рад обиљежава препознатљив лепршав и духовит али и једноставан и разумљив стил. Критика је његову књигу о Индији сврстала међу најбоља остварења на српском језику, с почетка 21. вијека, оцјењујући је изузетним документарним и литерарним остварењем. У најкраћем, књига „Индија-путовање кроз калеидоскоп“ представља јединствену и питку причу о предјелима и људима далеке и многољудне земље.

## Научни рад
Осим књижевним и новинарским радовима Љубо Грковић је познат по научном раду у којем на јединствен начин доводио у везу већи број научних дисциплина дочаравајући стварну слику српског друштва које се, након слома једног друштвеног система, нашло у немилости страних интереса, а самим тим и немогућности изградње властитог и аутентичног система према потребама народа и грађана. Грковић је привукао пажњу научне јавности самим тим што је у свом научном раду комбиновано више научних дисциплина, повезујући их и доводећи у интерактивне везе, анализирајући и разоткривајући многе подвале и манипулације српским јавним мњењем и друштвом у цјелини, те изражавајући властита запажања, критике и сугестије, на једноставан и ненаметљив начин. Његове најзначајније научне књиге су: „Историјат ТВ медија Републике Српске“, „Масовни медији и економска политика Републике Српске“, „Присутност секти и окултизма у српском друштву“ и „Српска штампа и феномен нове религиозности“.
Књига „Историјат ТВ медија Републике Српске“, доноси цјеловит преглед развојног пута средстава масовног информисања не само у Републици Српској, већ и Србији, а дјелимично и у свијету. Посебно поглавље посвећено је телевизијском медију, како јавним сервисима у Београду и Бањој Луци, тако и локалним тв станицама у Републици Српској. Књига обилује, осим чињеницама о историјском развоју масовних медија, и ауторским запажањима о проблему злоупотребе моћног медија, а тако и штетног и нездравог утицаја на друштво и појединце. Аутор је у овој књизи довео у везу медије с друштвеним кретањима истичући обмањивачку улогу средства обавјештавања, а у другом научном раду под називом „Масовни медији и економска политика Републике Српске“, уочава и изражава међусобне везе масовних медија и економске политике, поткрепљујући своја запажања и тврдње конкретним примјерима. Ова књига је значајна и због чињенице што до сада није било сличног истраживања које би се односило на међусобне везе и утицаје између економије и масовних медија.
Грковић је осим поменутих научних књига објавио је и тридесетак научних радова из области масовних комуникација, социологије, социологије религије, филозофије, економије, екологије и политичких наука. У двије књиге које се баве медијским простором, углавном са становишта прикривања истине и замагљења медијског амбијента, Грковић уводи и појам нове религиозности или секти како се ова појава колоквијално назива.
Прва књига „Присутност секти и окултизма у српском друштву“ је јединствен зборник нових облика религизности, односно секти и окултних група које су се појавиле у Србији, почетком 21. вијека, након препуштања земље и свих њених капацитета, људских и природних, погубном и пресудном страном утицају. Аутор је предочио све познате новорелигијске појаве са карактеристикама у организационог облику, начину дјеловања и придобијања нововјерника, могућности њиховог утицаја на промјену вјерске парадигме код традиционалног православног вјеровања Срба и слично. Књига је значајна с научног становишта јер доноси јединствен преглед свих познатих и дјелујућих секти у српском друштву. Не изражавајући властити став за и против нове религиозности аутор ипак указује на штетна дјеловања, поготово оних секти које су се у Србију убациле са Запада по одређеном задатку, али не због практиковања вјере, већ с циљем раслојавања српског друштва, уношења опште збуњености и немогућности разлучивања штетног и опасног од здравог и људима својственог, те могућег утицаја на традиционално православље као једну од основних одредница српског националног бића. Друга књига из ове области „Српска штампа и феномен нове религиозности“ представља логичан наставак прве књиге јер је након упознавања јавности о присутности и општим карактеристикама једне, за Србе готово нове појаве, аутор отишао корак даље разобличавајући улогу средстава информисања, превасходно београдске штампе, у процесу уприсутњивања секти и окултизма у српском друштву. Књига обилује примјерима нечасне улоге масовних медија који, ни у овом примјеру, као ни у многим другим, након пропасти бивше државе и једног друштва система, не воде рачуна ни бриге о народу и држави већ искључиво о страним интерсима које заступају. Кроз ову књигу видљива је сва манипулативна и штетна улога средстава масовног обавјештавања у Србији с почетка 21. вијека, чија је једина улога да прикрију истину, погрешно представе реалност и креира будућа очекивања како би се неутралисала свака могућност за друштвени развој и напредак према интересима српског народа, државе Србије и српства уопштено.

## Кина-благи џин Истока
Запажено дјело представља и књига „Кина-благи џин Истока“ која је написана као комбинација стручног и литерарног рада, настала изучавањем економског успјеха велике земље, њене мирољубиве спољне политике, као и предвиђања будућих стремљења моћне државе и велике нације. У настојању да ослика дуготрајну и богату кинеску цивилизацију, с посебним освртом на економски развој посљедњих деценија, Грковић се упустио у један веома мало употребљаван начин писања; комбинацију стручног и белетристичког изражавања и на тај начин успјешно комбинујући свој препознатљиви књижевни стил с научним истраживањем, а што је већ наговјестио и с књигом о Индији.